# Клаптик туману
«Клаптик туману» (англ. A Patch of Fog) — британський фільм-трилер, знятий Майклом Ленноксом. Стрічка була показана 11 вересня 2015 року в секції «Відкриття» на міжнародному кінофестивалі у Торонто.

## Сюжет
Письменник Сенді Даффі із Белфасту 25 років тому написав роман «Клаптик туману», який зробив його відомим і досить забезпеченим. У Сенді немає сім'ї, але він залицяється до красуні Люсі, ведучої програми, де часто знімається Даффі. Одного разу він ненавмисно краде дрібничку з супермаркету і вже біля виходу на нього чекає Роберт Грін, готовий того заарештувати за крадіжку. Сенді намагається підкупити Роберта, але той хоче випити з ним після зміни по келиху пива. У барі письменник намагається випросити у нього диск із записом крадіжки, але Грін призначає наступну зустріч, нав'язуючись у друзі Даффі.

## У ролях
- Конлет Гілл — Сенді Даффі
- Стівен Грем — Роберт Грін
- Лара Пулвер — Люсі
- Ієн Мак-Елгінні — Фредді Кларк
- Аршер Алі — Трой Гріффін
- Стюарт Грем — Том Бреслін